# 227152 Zupi
227152 Zupi este o planetă minoră (asteroid) din centura de asteroizi. A fost descoperită pe 5 august 2005 la Borbona de Vincenzo Silvano Casulli⁠(d) și a fost numită după Giovanni Battista Zupi⁠(d). 
Obiectul prezintă o orbită caracterizată de o semiaxă mare de 2,384851020922 UAi, o excentricitate de 0,2, o înclinație de 3,8 ° în raport cu ecliptica.